# Work Time Fun
Work Time Fun (w Japonii znana jako Beit Hell 2000; kana: バイトヘル2000) – japońska gra wideo na konsolę PlayStation Portable, wyprodukowana przez D3 Publisher i Sony Computer Entertainment. Amerykański tytuł opiera się na grze słownej: WTF to akronim słów "what the fuck?" (pol.: "co jest do cholery?").

## Rozgrywka
Gra zawiera ponad czterdzieści różnych minigier, reprezentujące nietypowe prace dorywcze. Gracz ma zajmuje się między innymi:
- seksowaniem piskląt;
- rąbaniem drewna;
- nakładaniem zatyczek na długopisy w zakładzie produkcyjnym.

Pieniądze zarobione za wykonaną pracę gracz przeznacza na zabawki z automatów, tzw. gachapony. Mogą być to również nowe minigry, czy nawet gadżety do wykorzystania poza grą (np. zegarek dla konsoli).